# Mindenevő bogarak
A mindenevő bogarak (Polyphaga), vagy ritkán pajorlárvások, a rovarok (Insecta) osztályába és a bogarak (Coleoptera) rendjébe tartozó alrend. Ide tartozik a ma élő bogárfajok több mint 90%-a.

## Megjelenésük, felépítésük
Potrohukon öt haslemezt találunk. Ez jól megkülönbözteti őket a futóbogárféléktől (Carabidae),amelyek potroha hat haslemezre tagolt.
Oldallemezük (a pleurit) elcsökevényesedett, ezért a hátlemez közvetlenül érintkezik a haslemezzel (sternit). Hártyás szárnyaikat nyugalmi helyzetben összehajtogatják. A lárvák és az imágók strukturális és biológiai diverzitása jóval nagyobb a többi három alrendénél.

## Rendszerezésük
148 családjukat 19 öregcsaládba sorolják. A Kárpát-medencében 98 családjuk fajai élnek.
Alrendágak és öregcsaládok:
- Bostrichiformia (Forbes, 1926)
  - Bostrichoidea
  - Derodontoidea
  - incertae sedis: Jacobsoniidae
- Cucujiformia (Lameere, 1938)
  - Cleroidea
  - Cucujoidea
  - Lymexyloidea
  - Tenebrionoidea
  - Chrysomeloidea
  - Curculionoidea
- Elateriformia (Crowson, 1960)
  - Buprestoidea
  - Byrrhoidea
  - Dascilloidea
  - Elateroidea
  - Scirtoidea
  - incertae sedis: Podabrocephalidae, Rhinorhipidae
- Scarabaeiformia (Crowson, 1960)
  - Scarabaeoidea
- Staphyliniformia (Lameere, 1900)
  - Histeroidea
  - Hydrophiloidea
  - Staphylinoidea